# André Niklaus
André Niklaus, född den 30 augusti 1981 i Berlin, är en tysk friidrottare som tävlar i mångkamp.
Niklaus genombrott kom när han 2000 blev bronsmedaljör i tiokamp vid VM för juniorer. Han deltog även vid VM 2003 då han slutade åtta och vid VM 2005 blev han fyra. 
Vid inomhus-VM 2006 blev han guldmedaljör i sjukamp och vid VM 2007 i Osaka slutade han på en femte plats. Han deltog även vid Olympiska sommarspelen 2008 där han slutade på en åttonde plats.

## Personliga rekord
- Sjukamp - 6 192 poäng
- Tiokamp - 8 371 poäng